# 安塔利亞灣
安塔利亞灣是土耳其的海灣，位於黎凡特海北部，由安塔利亞省負責管轄，長200公里，海岸線長度超過300公里，該地區的主要經濟活動是旅遊業。
36°30′N 31°00′E / 36.500°N 31.000°E